# Oriopsis brevicollaris
Oriopsis brevicollaris är en ringmaskart som beskrevs av Rouse 1990. Oriopsis brevicollaris ingår i släktet Oriopsis och familjen Sabellidae. Inga underarter finns listade i Catalogue of Life.